# Арка Дарвина
Арка Дарвина (исп. Arco de Darwin, англ. Darwin's Arch) — геологическое образование, природная арка в 1 километре от острова Кулпеппер на Галапагосских островах в Тихом океане, принадлежащих Эквадору. Из-за богатой морской фауны и природных красот являлась популярным местом среди туристов. Её верхнее перекрытие было разрушено 17 мая 2021 года из-за природной эрозии, оставив на прежнем месте два столба.

## Описание
Природная арка находилась в одном километре юго-восточнее вулканического острова Кулпеппер (известного также как Дарвин), являющегося самым северным в Галапагосском архипелаге (Эквадор). Скальное образование и остров были названы в честь английского натуралиста и путешественника Чарлза Дарвина, побывавшего на архипелаге в сентябре-октябре 1835 года во время кругосветного путешествия (1831—1836), благодаря которому учёный разработал теорию эволюции. Этому, как считается, во многом способствовали проведённые им исследования на Галапагосах.
Природная арка является геологическим продолжением острова и платформы, которая его слагает. Считается, что в период более низкого уровня мирового океана арка Дарвина и остров Кулпепер были соединены посуху. Она достигала 18 метров в высоту, 70 метров в длину и 23 в ширину. Считалась одним из символов Галапагосских островов (её даже сравнивали с Триумфальной аркой в Париже) и благодаря богатой дикой фауне и природным красотам является популярным местом для дайвинга, туристов, путешествующих на круизных лайнерах, и фотографов. В районе её расположения морская фауна богата следующими представителями: бронзовые акулы-молот, скаты манты, большеглазые каранксы, скумбрии, желтопёрые тунцы, дельфины, китовые акулы длиной до 14 метров (с начала июля). Также здесь можно встретить косяки различных видов пелагических рыб, мавританских идолов, галапагосских, шёлковых и длиннокрылых акул, орляковых скатов, бисс и зелёных черепах, барракуд.

## Обрушение
17 мая 2021 года в 17:20 UTC (11:20 утра по местному времени) арка обвалилась из-за природной эрозии, оставив на прежнем месте два столба. Очевидцами этого события стали дайверы, находившиеся на борту Galapagos Aggressor III. После обрушения оставшиеся каменные столбы были прозваны местными жителями, занятыми в сфере туризма и дайвинга, — «Столпами эволюции» (исп. Los Pilares de la Evolución, англ. The Pillars of Evolution).